# Ґлодово (Мазовецьке воєводство)
Ґлодово (пол. Głodowo) — село в Польщі, у гміні Пултуськ Пултуського повіту Мазовецького воєводства.
Населення — 312 осіб (2011).
У 1975-1998 роках село належало до Цехановського воєводства.

## Демографія
Демографічна структура станом на 31 березня 2011 року:
|          | Загалом | Допрацездатний вік | Працездатний вік | Постпрацездатний вік |
| -------- | ------- | ------------------ | ---------------- | -------------------- |
| Чоловіки | 155     | 34                 | 107              | 14                   |
| Жінки    | 157     | 37                 | 85               | 35                   |
| Разом    | 312     | 71                 | 192              | 49                   |